# Adventure Game Studio
Adventure Game Studio (comunemente chiamato AGS) è una applicazione gratuita che permette la creazione di videogiochi del genere avventura grafica. È dotato di un ambiente di sviluppo grafico e di un linguaggio di scripting, che permette di stabilire le logiche e le regole del videogioco.

## Storia
Adventure Game Studio è stato creato dal programmatore inglese Chris Jones, che lo ha originariamente pubblicato nel 1997 con il nome "Adventure Creator", e che permetteva la realizzazione di semplici giochi per DOS in bassa risoluzione e controllabili con la sola tastiera. Jones è stato ispirato, per la sua creazione, da Space Quest IV: Roger Wilco and the Time Rippers. Il primo prototipo del software risale al 1995, e si chiamava Adventure Creator v1.00.
Con il passare degli anni, sono state aggiunte dallo stesso Jones molte caratteristiche suggerite da altri utenti, e, dopo una lunga serie di esperimenti e brevi dimostrazioni, nel 1999 è stato pubblicato il primo videogioco completo, Lassi Quest; la popolarità del programma avverrà nei primi anni 2000, quando Ben Croshaw completerà Larry Vales e la Rob Blanc Trilogy.

## Caratteristiche
Attualmente l'editor esiste solamente per Microsoft Windows, sebbene i videogiochi realizzati possano essere eseguiti su Mac OS e Linux; per questi due sistemi operativi esistono vecchie versioni del programma, così come per DOS.
Con AGS si possono realizzare avventure dotate di una risoluzione minima di 320×200 a 256 colori, fino a 1024×768 in milioni di colori.

## Videogiochi realizzati
Tra i giochi più celebri realizzati con AGS, si possono ricordare:
- La quadrilogia dei Chzo Mythos, di Ben Croshaw:
  - 5 Days a Stranger
  - 7 Days a Skeptic
  - Trilby's Notes
  - 6 Days a Sacrifice
- La serie Ben Jordan: Paranormal Investigator
- A Second Face

Esistono inoltre versioni rivedute e corrette di classici del passato come King's Quest I: Quest for the Crown o Maniac Mansion. Nel 2006 è uscito anche un gioco commerciale, dal titolo Al Emmo and the Lost Dutchman's Mine.
La software house e publisher Wadjet Eye Games (Gemini Rue, Resonance, Primordia, Technobabylon) sviluppa perlopiù in Adventure Game Studio.